# わたしの名前がケオ子だったとき
『わたしの名前がケオ子だったとき』（わたしのなまえがケオこだったとき、原題：When My Name Was Keoko ）は、2002年にアメリカ合衆国で書かれた、子ども向けアジア歴史小説である。著者はリンダ・スー・パーク（朴）。2002年3月18日にクラリオン・ブックスからはじめて出版された。本小説は、第二次世界大戦時の朝鮮に舞台が設定されている。当時は、日本が朝鮮を征服し、朝鮮文化を破壊しようとしていたという設定である。物語は、二人の朝鮮人の姉弟、テユルとスンヒの視点から語られる。

## あらすじ
ストーリーは、1940年代の朝鮮で起きた話、ということになっており、テユルとその姉、スンヒの二人の異なる視点を通して語られる。二人はすべての朝鮮市民と一緒に、日帝が定めた法律を反映した新しい日本人の名前を付けることを強制されていた。スンヒの一家は、カネヤマというラストネームを一家の名前に選んだ。ファーストネームには、家族めいめいが日本の文字を無作為に選び、そこから読みを適当に選んだ。スンヒは「か行」の文字を選び、テユルは「な行」の文字を選んだ。そうして二人の名前はカネヤマ・ケオ子（Kaneyama Keoko）とカネヤマ・ノブオ（Kaneyama Nobuo）になった。物語が進んでいくと、ケオ子／スンヒの時間軸と、テユル／ノブオの時間軸とが入れ替わる。ケオ子は学校で友だちのトモと一緒に日本の漢字に興味を持ち始める。ノブオは機械に興味を持つ。
日本が朝鮮を攻撃しているため食べるものが欠乏し、スンヒとテユルの家族はお互いにいがみ合ってしまう。アメリカの参戦以後は世の中に緊張感が増していくが、テユルはちらりと見えたアメリカの飛行機にあこがれ、自分も飛行機を操縦して空を飛んでみたいと思うようになる。姉弟の生活はどちらかと言うと退屈なものだったが、隣組の組長さんが持ってきてくれる臨時ニュースだけは別だった。当時は各隣組の組長に大本営発表が配布されたときは、すべての市民が仕事や勉強の手を止めて、街頭へ出て、ニュースを聞くように命じられていた。ある晩のこと、スンヒは、近頃ますます印刷所で長い時間を過ごすようになっていたおじさんに、夕食を届けるように言われた。おじさんのところへ行く途中で、スンヒは友だちのトモに呼び止められる。トモはスンヒに、おじさんが危険だという意味のようなことを言うが、はっきりとは言わない。おじさんはトモの警告をスンヒから伝え聞くと印刷所から逃げ出した。この事件の意味は、テユルの語りの方から明らかにされる。おじさんは、レジスタンスのための新聞を印刷していたのだ。
しかし、トモの警告をおじさんが誤解していたことが間もなく分かった。警告は、おじさんのレジスタンス活動に統監府が気づいているという意味ではなくて、統監府がこれからすべての鉄製品（これには印刷機械も含まれる）を集めるつもりだという意味だった。集めた鉄を統監府は軍に供出するのだ。おじさんがあわてて建物から飛び降りて逃げ出したのは不用意な行動だった。隣組の組長さんの一人にこのことが知られてしまい、大変なことになった。月日が経つと姉弟は、神風特別攻撃隊の乗組員のニュースを頻繁に聞くようになった。死に向かって飛び立つ彼らの話にテユルは魅了された。やがて、テユルに警察が近寄ってきた。彼らはテユルのおじさんに会わせてくれないかと言う。テユルは追いつめられた。彼らの要求をのめば、おじさんは捕まってしまうだろう。かと言って断れば、日帝は僕に何をするか、分かったものじゃない。テユルは、大日本帝国陸軍に志願する決心をした。そこなら、警察の要求を受け容れることも拒否することもなく、国を去ることができる。
テユルが訓練を受けていると、二人の日本人の下士官が朝鮮人のことで冗談を言い合い、馬鹿にして笑っているのが聞こえてきた。彼らの見るところ、朝鮮人は「志願任務」にはまったく役立たずで臆病者だという。これが原因で、テユルはすぐに「志願任務」に志願するが、実はこの任務は神風特攻であった。テユルには即席で基本的な飛行機の操縦方法だけが教えられたが、これは日本人の軍人が足りなくなったためそうせざるを得ないのだった。テユルは死にたくなかったので、任務の結果訪れるであろう死から逃れる計画を密かに練った。そして、任務の日が来るまで大切に取っておいた。ところが、任務の日が到来してテユルが計画を実行に移そうとすると、天候が悪化して安全に飛行機を飛び立たせることができないため、失敗した。テユルや仲間たちは基地に戻り、逮捕された。数ヶ月がすぎたある日、小隊長が朝鮮語で、日本がアメリカ合衆国との戦争に負けたと告げた。テユルは自宅に帰り、家族に自分の計画がどういうものだったかを告白した。テユルはアメリカの軍艦を狙う代わりに、他の特攻隊員をやっつけるつもりだったのだ。最後，家で皆が再会し、スンヒは弟に朝鮮の文字を教える。彼女はこれを、朝鮮の解放後にお父さんから学んだのだった。

## 評価
批評家からは好評を持って迎えられた。雑誌『学校図書ジャーナル』（ School Library Journal ）や『ホーン・ブック・ガイド』（ Horn Book Guide ）にいくつかのレビューが掲載された。雑誌『オーディオファイル』（ AudioFile ）は、本書の朗読について「所々感情がこもらず平板になってしまっている」と指摘したが、本書のストーリーについては賞賛した。雑誌『パブリシャーズ・ウィークリー』（ Publishers Weekly ）は本書を特選に選び、「一人称話者を入れ替えるという手法を使うことで、パークは朝鮮社会における男女の役割の違いを微妙に際立たせた。細かい描写は姉弟とその世界の映像をありありと浮かび上がらせる。」と書いた。『クリアットと読書の時間』（ Kliatt and Reading Time ）は、本書を賞賛した上で、本書を学校の授業で使用することが好ましいとコメントした。クリアットによると、特に、文学や歴史の授業に取り上げるべきであるという。また、「大韓民国にルーツを持つ生徒たち」や「姉弟の話の中にある真実を好む善良な生徒たち」がいるクラスであれば、ぜひ授業で読むべきであるという。

### 受賞歴
- CCBC Newbery Award Discussion[9]
- Honor Book, CCBC Printz Award Discussion[9]